# Phượng Hoàng trung đô
Phượng Hoàng trung đô (鳳凰中都) là kinh thành do vua Quang Trung xây dựng bên dòng sông Lam và núi Dũng Quyết; nay thuộc thành phố Vinh, tỉnh Nghệ An, Việt Nam. Thành được xây vào năm 1788. Tại đây vua Quang Trung đã tập trung 10 vạn quân trước khi tiến ra Bắc để giành lại thành Thăng Long lúc bấy giờ đang bị quân Thanh xâm chiếm. Ngôi thành này dự định được xây dựng để thay thế kinh đô Phú Xuân, được đặt tên theo ý nghĩa chim Phượng hoàng, một loài chim trong truyền thuyết. Trung Đô còn có ý nghĩa là kinh đô nằm giữa vùng lãnh thổ do Quang Trung kiểm soát, cách Phú Xuân khoảng 300 km, cách Đông Kinh Kẻ Chợ cũng khoảng 300 km.

## Lịch sử trong văn tịch
Năm 1789, Quang Trung giao cho La Sơn Phu Tử Nguyễn Thiếp đến vùng Yên Trường thị sát chọn vùng đất giữa núi Quyết và núi con Mèo (Kỳ lân) vì thấy nơi đây là đất "thiêng" hội tụ đầy đủ bốn con vật thiêng (tứ linh) mà cha ông đã ngàn đời tôn vinh thờ cúng là: Long - Ly - Quy - Phượng (còn gọi là Phụng) để xây thành gọi là thành Phượng Hoàng Trung Đô. Trong thư gửi Nguyễn Thiếp (3 tháng 10 năm 1789), nhà vua viết: "Trẫm nay đóng đô tại Nghệ An, cùng tiên sinh gần gũi. Rồi đây, Tiên sinh hãy ra đây giúp nhau mà trị nước". Kinh đô ở Yên Trường tuy còn sơ sài nhưng thực sự đã được xây dựng, lấy tên là Phượng Hoàng Trung Đô. Để xây dựng Phượng Hoàng Trung Đô Nguyễn Huệ đã cho lính vây bắt dân, buộc họ phải làm việc ngày đêm để hoàn thành công trình có tầm vóc lớn này. Theo các sử liệu nước ngoài, dân địa phương phản đối và mạnh ai người nấy trốn.

## Di tích
Phượng Hoàng Trung Đô có 2 vòng thành gọi là thành Nội và thành Ngoại hình thang, chu vi: 2820 m, diện tích: 22 ha. Phía ngoài có hào rộng 3 m, sâu 3 m, mặt thành cao 3–4 m. Thành Nội xây bằng gạch vồ và đá ong, chu vi gần 1680 m, cao 2 m, cửa lớn mở ra hai hướng tây và đông. Trong thành nội có toà lầu rộng, cao 3 tầng, trước có bậc tam cấp bằng đá ong, sau có hai dãy hành lang nối liền với điện Thái hoà dùng cho việc thiết triều. Nhìn từ trên không thì Thành Nội Phương Hoàng Trung Đô gần như hình tam giác: mặt hành phía Đông Bắc chạy sát theo chân núi Quyết (Phượng Hoàng), phía Nam cắt ngang qua núi Mèo (Kỳ Lân), phía Tây kéo dài qua cánh đồng theo một đường thẳng lên sát Mũi Rồng (một nhánh của núi Dũng Quyết.
Sách La Sơn phu tử nói rõ thêm: 
| “ | Núi Mèo (tức Kỳ Lân) làm nền cho đồn gác, thành phía Nam chấp vào núi ấy. Mặt đông bắc lấy núi Quyết (Phượng Hoàng) làm thành. | ” |

Cũng theo sách La Sơn phu tử, về kích thước của thành Ngoại, ngoài các vách núi làm bức luỹ tự nhiên, còn phải đắp bờ thành nam dài 300 m, bờ thành tây dài 450 m. Bề đứng ở những đoạn phải đắp cũng rất cao vì để hài hoà với vách núi.
Hoàng đế Quang Trung đã ngự giá đến Phượng Hoàng Trung Đô ít nhất là hai lần vào tháng 5 năm 1791 và tháng 1 năm 1792. Nhưng sáu tháng sau, vua đột ngột qua đời nên không kịp thiên đô từ Phú Xuân ra Trung Đô.
Với sự nghiệp nhà Tây Sơn quá ngắn ngủi, sau khi vua Quang Trung băng hà, vua Quang Toản lên ngôi không chèo chống nổi cơ đồ trước lực lượng phục thù của Nguyễn Ánh. Chúa Nguyễn Ánh sau lên ngôi lập ra nhà Nguyễn ở Huế và Phượng Hoàng Trung Đô cũng bị lãng quên.
Ngày 28 Tháng Tư năm 1998, Bộ văn hóa thông tin thể thao Việt Nam đã ra quyết định số 313/ QĐ-VH công nhận di tích Phượng Hoàng Trung đô.